# Иоасаф (Хотунцевич)
Епископ Иоасаф (Хотунцевский или Хотуневич; ок. 1700 — 29 апреля (10 мая) 1759) — епископ Русской православной церкви, епископ Кексгольмский и Ладожский, викарий Новгородской епархии. Проповедник христианства в Сибири.

## Биография
Родился в Малороссии. Окончил Киево-Могилянскую академию и был пострижен в монашество.
С 1739 года в сане иеродиакона, а затем в сане иеромонаха был проповедником в Московской Славяно-греко-латинской академии.
С 1741 года — экзаменатор Крутицкой епархии.
В 1742 году возведён в сан архимандрита и назначен начальником духовной миссии, отправлявшейся на Камчатку.
В Охотск он прибыл в июне 1744 года. Здесь он крестил многих тунгусов и летом 1746 года был уже на Камчатке, где наряду с миссией ему было поручено окормлять одичавший местный гарнизон. Конфликт с казаками был неизбежен, но даже главный зачинщик бунта говорил о нём: «Архимандрит добр до нас был».
Иоасаф принадлежал к самым видным миссионерам XVIII века; его влияние на новокрещенных было гораздо глубже, чем в других миссиях, даже в районе Поволжья. По его подсчетам, население Камчатки составляло тогда 11 тысяч 500 человек. Он лично окрестил примерно 4 тысячи 500 инородцев. Миссионерские труды архимандрита Иоасафа оставили о нем на Камчатке добрую память.
Благодаря заботливости отца Иоасафа, на полуострове было сооружено несколько церквей; до того времени их было всего три. Затем были основаны три школы: в Большерецке, Верхнекамчатске и Нижнекамчатске.
Архимандрит Иоасаф оставался на Камчатке до 1 января 1750 года и покинул её, так как был вызван в Санкт-Петербург для хиротонии во епископа Иркутского. Но хиротония не состоялась, по одним источникам, по его болезни, по другим — из-за его отказа.
С 18 февраля 1754 года — ректор Московской Славяно-греко-латинской академии и архимандрит Заиконоспасского монастыря.
12 мая 1757 года перемещён в Московский Высокопетровский монастырь.
24 мая 1758 года хиротонисан во епископа Кексгольмского и Ладожского, викария Новгородской епархии.
Скончался 29 апреля 1759 года. Погребен в Юрьевом монастыре.